# Gel (phénomène météorologique)
Pour les articles homonymes, voir Gel.

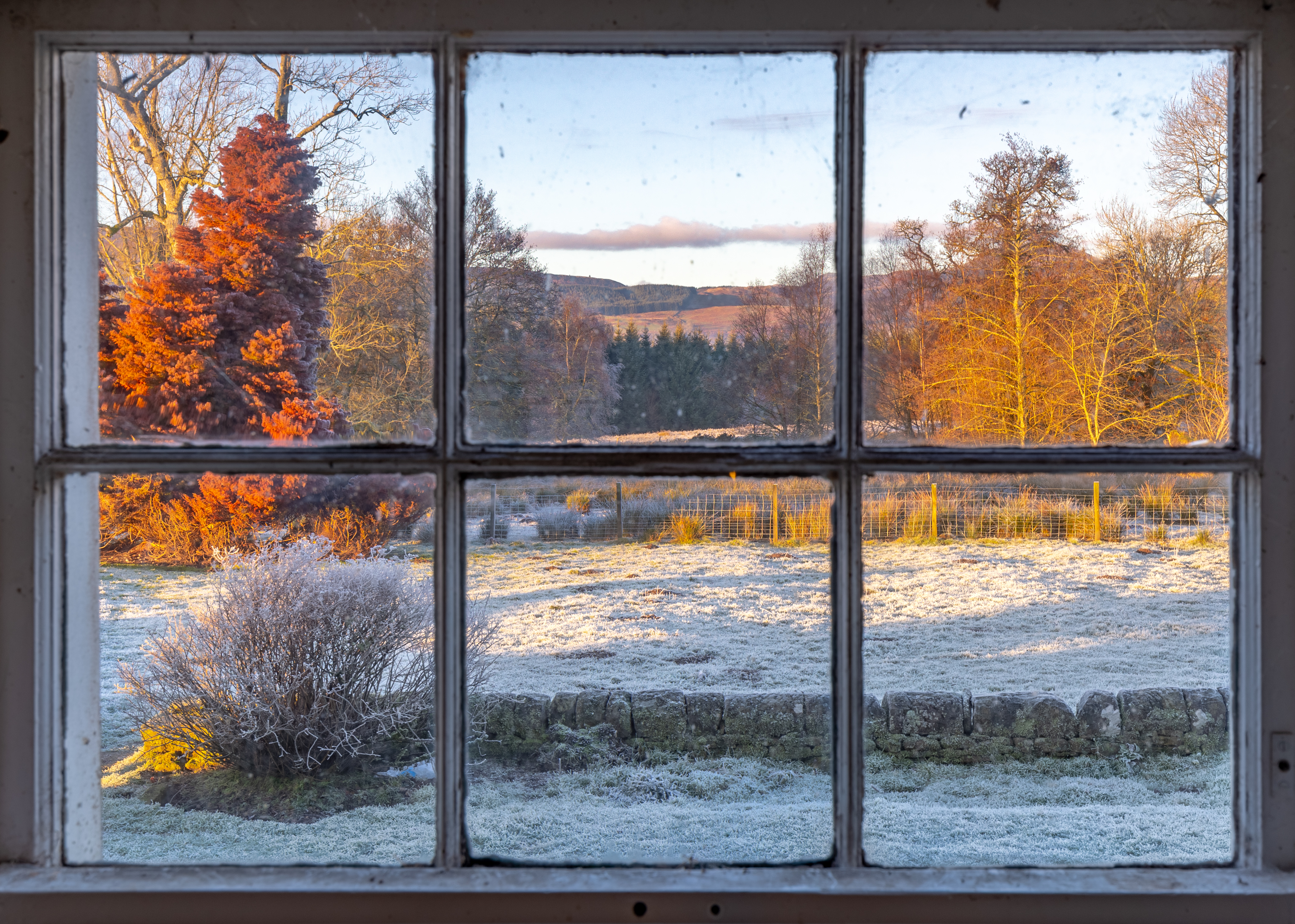
Après-midi gelé à travers une fenêtre d'une ferme dans les Trossachs en Écosse. Décembre 2018.

Le gel, souvent utilisé comme synonyme de gelée, désigne tout abaissement de la température de l'air d'une valeur supérieure à une valeur inférieure ou égale à 0 °C à un moment déterminé et sur une région donnée. Les productions agricoles, les transports, la tenue vestimentaire et bien d'autres domaines risquent d'être affectés par le gel à certaines époques de l'année. L'apparition de celui-ci se traduit par la transformation de l'eau liquide en glace.

## Formation
Le gel est un événement météorologique dont l'extension sur une région donnée et à une époque déterminée de l'année a trois causes possibles :
- Advection d'air froid : se produisant en hiver, une masse d'air sous le point de congélation envahit la région. Ce gel d'advection donne la gelée noire lorsque la végétation que le vent endommage prend un aspect noirci ;
- Rayonnement : fréquent surtout au printemps et en automne, il est lié au refroidissement du sol qui se produit par ciel dégagé et vents calmes ou faibles la nuit. Le gel de rayonnement est grand producteur de gelée blanche alors que la vapeur d'eau contenue dans l'air se dépose sur les objets ;
- Évaporation : l'eau d'un sol humide surmonté d'un air relativement sec s'évapore dans ce dernier. Cette transformation nécessite de l'énergie qui sera fournie par l'air sec et ce dernier se refroidira.

### Gel à la station versus au sol
Dans le cas d'advection d'air froid, la température de la masse d'air est assez uniforme dans les premières dizaines de mètres au-dessus du sol et la température mesurée à la station météorologique (environ à 1 mètre à 1,5 mètre du sol) est représentative de ce qui se passe au sol. S'il a gel à la station, il y a donc gel au sol.
Par contre, dans les cas radiatifs et d'évaporation, la température varie rapidement entre le sol et le niveau des instruments de la station. La perte de chaleur est plus importante près du sol et donc la température peut atteindre le point de congélation au sol bien avant que le thermomètre n'indique 0 °C à la station. En général, il peut y avoir du gel au sol dans les cas radiatifs dès que la température à la station est de 4 °C.

## Jour de gel

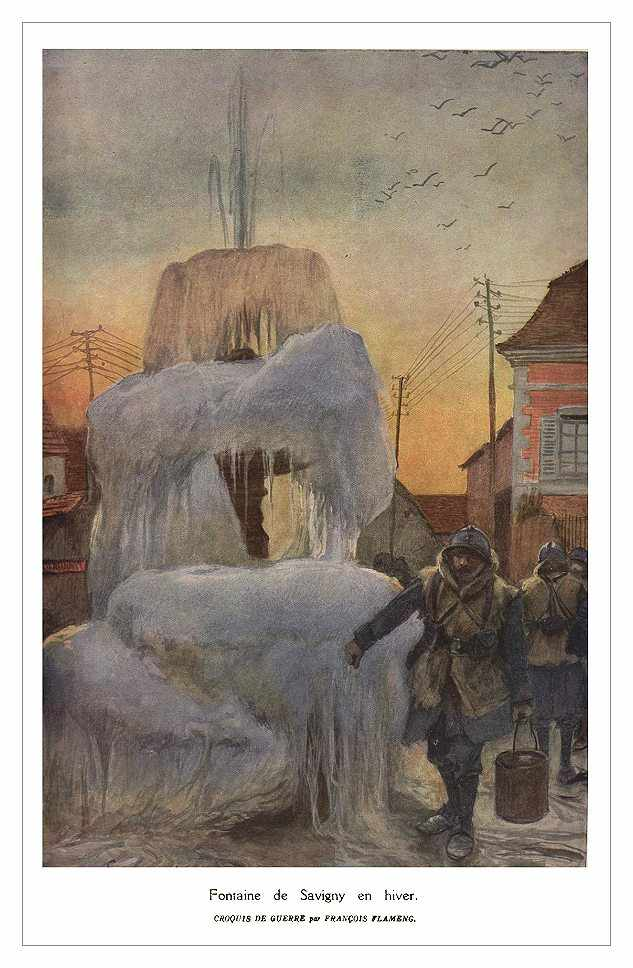
Fontaine gelée sur le front de la Première Guerre mondiale, dessin de François Flameng, L'Illustration, 12 octobre 1918.

En climatologie, un jour de gel désigne une journée dont la température minimale est en dessous de 0 degrés Celsius (32 °F),.
Le « nombre de jours de gel » par an est l'un des indicateurs climatiques et du changement climatique, utilisé dans les pays ou régions où il fait assez froid pour faire geler l'eau en hiver (ou en altitude). L’évolution du nombre de jours de gel en France métropolitaine est ainsi suivi depuis le début des années 1950 ; dans ce pays, quelques régions ne connaissent que très peu de jours de gel par an en moyenne, c'est le cas notamment des régions côtières (Manche, Atlantique, Méditerranée), alors que d'autres connaissent plus de 100 jours de gel par an en moyenne, c'est le cas des massifs montagneux.

### Intensité
L'intensité du gel est définie ainsi par rapport à son effet sur les plantes ou le sol :
- Gel léger : 0  à   −1 °C[5] ;
- Gel meurtrier : moins de −1 °C sur une période prolongée[6] ;

et le sol :
- Gel de surface : 0  à   −6,5 °C ;
- Gel peu profond : −6,6  à   −11,5 °C ;
- Gel profond : moins de −11,5 °C.

### Phénologie du gel
Les dates d'apparition et de disparition du gel dans l'année sont un autre indicateur climatique. Il peut s'agir de la banquise, ou de la glace qui couvre un lac, une rivière, un canal, etc.

## Jour sans dégel
Une journée sans dégel, dit aussi jour de glace, est une journée durant laquelle la température maximale reste inférieure ou égale à 0 °C, c'est-à-dire où le gel persiste (au moins) la journée entière. À l'intérieur de l'Antarctique, la température n'est jamais au-dessus du point de congélation et donc l'année entière est sans dégel, seules les régions côtières sont parfois en dégel lors de l'été austral. Dans les zones arctiques et alpines, les jours correspondant à cette définition s'étendent sur plusieurs mois d'un long hiver avec de rares courtes périodes de dégel. Plus on s'approche de l'équateur et des océans non gelés moins les jours sans dégel sont courants.

### France
Hormis les zones d'altitude supérieures à 500 mètres, les journées sans dégel sont peu fréquentes, comme l'atteste ce tableau du nombre de jours sans dégel dans les principales villes de France. Il est à noter que leur fréquence est plus élevée à la campagne du fait de l'absence de chaleur urbaine dégagée par les chauffages et l'affluence de véhicules. En plaine, les journées sans dégel ont lieu essentiellement au cœur de l'hiver, c'est-à-dire en janvier et février, ainsi que dans la deuxième moitié de décembre, mais sont très rares en mars.
À noter également qu'un climat océanique dégradé est moins océanique qu'un climat océanique altéré. Le climat océanique dégradé est à mi-chemin entre le climat continental dégradé et le climat océanique altéré, avec, notamment, des hivers un peu plus rudes. Les zones à climat méditerranéen franc et océanique franc sont presque dépourvues ou totalement dépourvues de journées sans dégel. Les zones à climat océanique altéré, à climat du bassin de la Garonne (à mi-chemin entre l'océanique et le méditerranéen), ont un nombre de jours sans dégel très faible (de l'ordre de 5 jours). Néanmoins, les zones à climat océanique dégradé ou continental dégradé ont un nombre de jours sans dégel plus élevé (entre 5 et 10). Enfin, les zones à climat semi-continental ou de montagne peuvent dépasser les 20 jours sans dégel.
| Ville    | Fréquence annuelle | climat                                  |
| -------- | ------------------ | --------------------------------------- |
| Agen     | 3                  | bassin de la Garonne                    |
| Aix      | 0                  | méditerranéen franc                     |
| Ajaccio  | 0                  | méditerranéen franc                     |
| Auxerre  | 10                 | continental dégradé                     |
| Biarritz | 1                  | océanique franc                         |
| Besançon | 13                 | semi-continental                        |
| Bordeaux | 2                  | océanique franc                         |
| Brest    | 0                  | océanique franc                         |
| Caen     | 4                  | océanique franc                         |
| Cannes   | 0                  | méditerranéen franc                     |
| Dax      | 5                  | océanique dégradé                       |
| Grenoble | 8                  | climat de piémont / continental dégradé |

| Ville    | Fréquence annuelle | climat               |
| -------- | ------------------ | -------------------- |
| Ouessant | 0                  | océanique franc      |
| Langres  | 23                 | montagnard           |
| Le Mans  | 4                  | océanique altéré     |
| Lille    | 9                  | océanique dégradé    |
| Limoges  | 6                  | océanique altéré     |
| Lyon     | 10                 | océanique dégradé    |
| Nantes   | 2                  | océanique franc      |
| Nice     | 0                  | méditerranéen franc  |
| Paris    | 6                  | océanique dégradé    |
| Sète     | 1                  | méditerranéen franc  |
| Toulouse | 3                  | bassin de la Garonne |

## Gel des cours d'eau

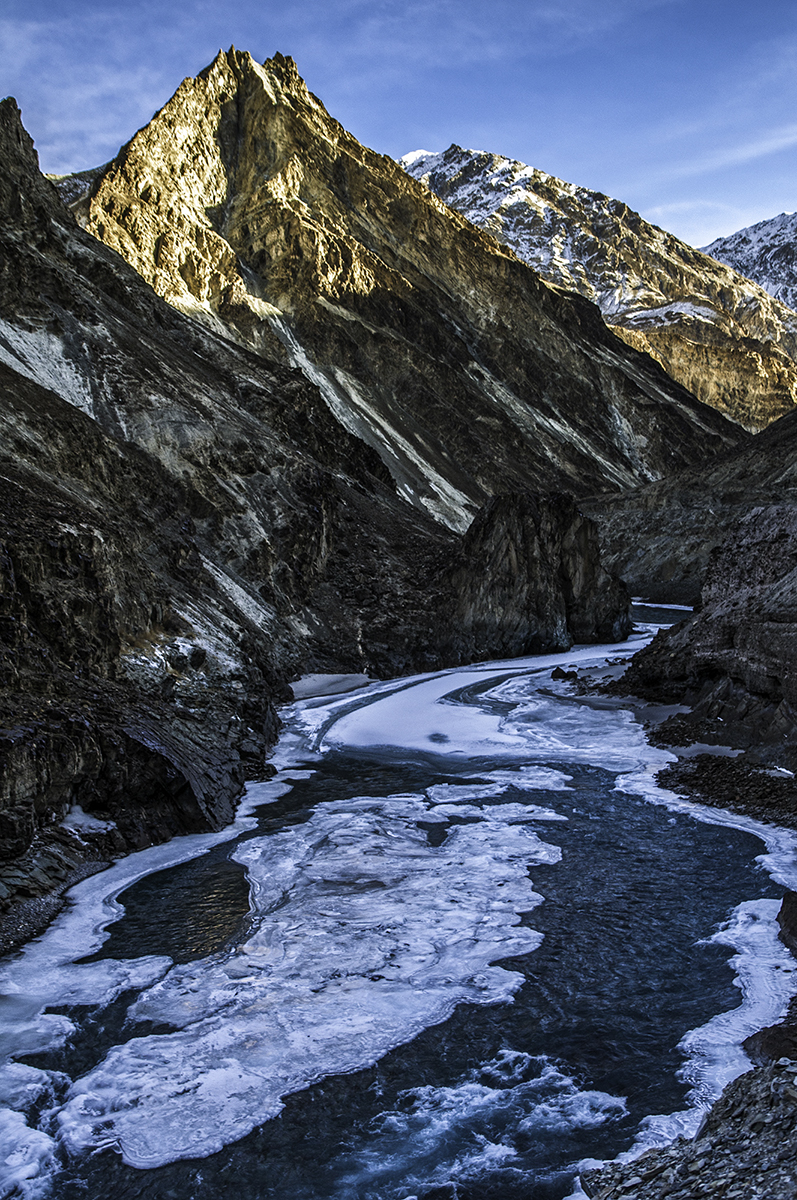
La rivière Zanskar en Jammu-et-Cachemire (Inde) est utilisée comme piste quand elle est gelée.

La formation de glace sur un cours d'eau, d'abord sous forme de frasil puis de couverture de glace continue, peut avoir de graves conséquences : elle paralyse le transport fluvial et a aussi des effets importants sur les populations de poissons. S'il se produit un redoux, on peut assister au fractionnement de la couche de glace lors du dégel et des blocs de différents formats dérivent alors avec le courant. Ils forment des amas en aval lorsqu'ils rencontrent un obstacle pour former une embâcle,.
Une telle situation peut endommager les ponts, les barrages hydroélectriques et autres installations riveraines. Dans des régions froides comme le nord du Canada, l'embâcle se limite généralement à une étendue assez faible, de quelques dizaines de kilomètres, mais ses conséquences peuvent se faire sentir sur des centaines de kilomètres par des inondations et des blocs de glace à la dérive lors de la débâcle.
Cependant, le gel peut favoriser le transport terrestre et l'accès à certaines communautés reculées en l'absence de routes carrossables. En géologie, l'englacement et les embâcles entraînent aussi un surcreusement du lit du cours d'eau.

## Enjeux
Parmi les enjeux liés à la prévision, la maitrise ou la connaissance du phénomène figurent :
Enjeux de sécurité
Le gel va permettre l'accumulation de verglas en cas de pluie ce qui est source d'accident.
Enjeux pour les infrastructures
Certaines routes sont "hors-gel" et d'autres non, les réseaux électriques et lignes à haute-tension peuvent être dégradées par les stalactites et amas de glaces qui peuvent s'y accrocher dans certaines circonstances météorologiques.
Enjeux environnementaux
Un gel brutal ou des gelées anormalement précoces ou tardives peuvent tuer un grand nombre de plantes, arbres et animaux, et contribuer à des crues de fontes des neiges suivies de sécheresses estivales et une modification du régime des eaux préjudiciable à certaines espèces aquatiques. Des techniques de minimisation des effets du gel de radiation et d'évaporation sur les plantes existent et reposent sur la pose de brise-vent en amont d'un champ et la diminution active des pertes de chaleur dans le voisinage immédiat des cultures (écrans en couverture, aspersion et brouillards artificiels, chauffage localisé, brassage vers le sol de l'air situé dans la couche d'inversion de température, etc.).
Enjeux de transport
Le gel peut aussi jouer un rôle utilitaire et permettre à des véhicules de rouler sur des sols forestiers sans trop les endommager (ainsi au Canada est-il depuis 1981 interdit d'utiliser une catégorie de pistes forestières administrativement nommées « chemins sans mise en forme » et autrefois dites « chemins d'hiver » ou « chemins temporaires »  si le sol n'est pas gelé au moins sur 35 cm, ceci afin de protéger les sols humides ou limoneux particulièrement vulnérables au tassement et à l'érosion ;
Enjeux d'aménagement dans les zones de pergélisol
Si le pergélisol fond, les routes, pistes d'atterrissage, voies ferrées, remblais posés sur le pergélisol ou déblais creusés dans ce même pergélisol et habitations construites sans fondations peuvent rapidement et dangereusement se dégrader, principalement en Sibérie ou dans le Nunavik (où dans la perspective du dérèglement climatique le pergélisol fait l'objet d'un suivi et de cartographies), ainsi que dans les Alpes.

## Concepts reliés
Le point de givrage de l'air est la température à laquelle, tout en gardant inchangées les conditions barométriques courantes, l'air devient saturé de vapeur d'eau par rapport à la glace (humidité relative de 100 %). Il est donc l'équivalent du point de rosée pour la condensation de la vapeur d'eau directement en cristaux de glace, et non en micro-gouttelettes, lors de conditions de gel. C'est le phénomène de déposition, qui survient lorsque le point de givre est atteint, qui crée la gelée blanche et le brouillard glacé.
Le givre, un autre sens de gelée, est une vapeur d'eau qui se dépose sous forme solide sur une surface plus froide que l'air ambiant et dont la température est inférieure au point de congélation. On parle de gel meurtrier lorsque la gelée peut mettre fin à la croissance des plantes.
Le dégel est l'inverse du gel, soit une augmentation de la température au-dessus du point de congélation.

## Sources
1. ↑  « Gelée », Glossaire de la météorologie, sur Météo-France (consulté le 2 octobre 2014)
2. 1 2  « Gel », Glossaire de la météorologie, sur Météo-France (consulté le 5 janvier 2021).
3. ↑  « Nombre de jours de gel », sur onerc.developpement-durable.gouv.fr, Observatoire National sur les Effets du Réchauffement Climatique (consulté le 2 octobre 2014).
4. ↑  « Jours de gel annuels », sur Météo Expres (consulté le 2 octobre 2014)
5. ↑  (en) « Light freeze », sur AMS (consulté le 5 janvier 2021).
6. ↑  (en) « Killing frost », sur AMS (consulté le 5 janvier 2021).
7. ↑  (en) Alejandra Borunda, « Lakes are shedding winter ice at record pace Skating, ice fishing, and lake culture could disintegrate for millions within decades », National Geographic,‎ 28 janvier 2019 (lire en ligne, consulté le 5 janvier 2021).
8. ↑  (en) S. E. Walsh et al., « Global patterns of lake ice phenology and climate : model simulations and observations », J. Geophys. Res., vol. 103, no D22,‎ novembre 1998, p. 28825–28837 (DOI 10.1029/98JD02275, lire en ligne [PDF], consulté le 5 janvier 2021).
9. ↑  Bureau de la traduction, « Jour sans dégel », TERMIUM Plus, Gouvernement du Canada, 2020 (consulté le 5 janvier 2020).
10. 1 2  « Nombre de jours de neige et de jours sans dgel par an - www.alertes-meteo.com », sur alertes-meteo.com (consulté le 5 janvier 2021)
11. ↑  « Épisodes de froid tardif dans le passé », sur www.meteofrance.fr (consulté le 5 janvier 2021)
12. 1 2 3  (en) Faye Hicks, Spiro Beltayos et Ming-ko Woo (dir.), Cold Region Atmospheric and Hydrologic Studies. The Mackenzie GEWEX Experience - Vol. 2 : Hydrologic Processes, Berlin-Heidelberg, Springer, 2008 (ISBN 978-3-540-75136-6, lire en ligne), chap. 15 (« River Ice »).
13. 1 2  Normand Bergeron et André G. Roy, « Les effets d’un embâcle sur la morphologie du lit d’une confluence de cours d’eau », Géographie physique et Quaternaire, Montréal, vol. 42, no 2,‎ 1988 (DOI 10.7202/032725ar, lire en ligne).
14. ↑  (en) J. Richard Janowicz, « Streamflow responses and trends between permafrost and glacierized regimes in northwestern Canada », International Union of Geodesy and Geophysics General Assembly, Wallingford, Royaume-Uni, International Association of Hydrological Sciences, vol. 346,‎ 2011, p. 9-14 (ISSN 0144-7815)
15. ↑  Québec, Ministère des ressources naturelles et de la faune du Québec, Conséquences des modalités proposées pour le futur règlement sur l’aménagement durable des forêts, Direction de l’environnement et de la protection des forêts, 2010 (lire en ligne [PDF]), p. 84
16. ↑  Règlement sur les normes d’intervention dans les forêts du domaine public, R.R.Q. 1981, c. F-4.1, r. 7, art. 1 [RNI].
17. ↑  I. Beaulac, G. Doré, G. Grondin et A. Guimond, Impacts de la fonte du pergélisol et adaptations des infrastructures de transport routier et aérien au Nunavik, coll. « Dissertation doctorale, Université Laval », 2006 (lire en ligne [PDF])
18. ↑  Y. Chataigner, Modélisation du transfert thermique dans un remblai sur pergélisol et élaborations de stratégies pour faire face aux changements climatiques, coll. « Dissertation doctorale, Université Laval », 2008 (lire en ligne [PDF])
19. ↑  M. Allard, F. Calmels, D. Fortier, C. Laurent et L’Hérault, Cartographie des conditions de pergélisol dans les communautés du Nunavik en vue de l’adaptation au réchauffement climatique, coll. « Rapport au Fonds d’action pour le changement climatique et à Ouranos », 2007
20. ↑  A. Rollux et P. Brandenberg, La fonte du pergélisol dans le contexte du réchauffement climatique: impacts dans les Alpes Suisses (No. SHS-STUDENT-2008-164)., 2007
21. ↑  « Point de gelée », Glossaire météorologique, Météo-France, 2003 (consulté le 2 octobre 2014)